# Psammoecus spinosus
Psammoecus spinosus es una especie de coleóptero de la familia Silvanidae.

## Distribución geográfica
Habita en Zanzíbar (Tanzania).